# باشگاه فوتبال ریتریای
باشگاه فوتبال ریتریای (لیتوانیایی: FK Riteriai)  یک باشگاه فوتبال در شهر ویلنیوس، لیتوانی است.
این باشگاه که در سال ۲۰۰۵ تاسیس شده سابقه ۲ نایب قهرمانی در لیگ آ فوتبال لیتوانی و ۱ نایب قهرمانی در جام حذفی فوتبال لیتوانی را در کارنامه دارد.